# Paragomphus sinaiticus
Paragomphus sinaiticus је инсект из реда Odonata и фамилије Gomphidae.

## Угроженост
Ова врста се сматра рањивом у погледу угрожености врсте од изумирања.

## Распрострањење
Врста има станиште у Египту, Јемену, Нигеру, Оману, Саудијској Арабији и Судану.

## Популациони тренд
Популациони тренд је за ову врсту непознат.

## Станиште
Станишта врсте су слатководна подручја и пустиње.